# Candace Smith
Candace Smith (1 de fevereiro de 1977) é uma atriz americana, modelo, Miss Ohio e uma participante do reality show competitivo Survivor tendo participado da temporada Survivor: Tocantins.

## Antes do Survivor
Candace Smith é graduada em direito pela Universidade de Dayton. Em 2004 ela conseguiu sua licença para atuar a profissão que exerceu durante um ano em Ohio, após isso ela decidiu se dedicar integralmente a sua carreira de atriz.
Smith foi uma das modelos conhecidas como Barker´s Beauties do game show televisivo The Price is Right (br / pt: O Preço Certo). Participou, também, do seriado americano da rede Fox, Method and Red; do seriado Entourage da HBO e do seriado Joey da NBC. Em 2006 fez uma pequena participação na comédia Beerfest.
Em concursos de beleza sua primeira experiência foi em 2001 competindo pelo título de Miss Ohio 2001, na ocasião Candace ficou em segundo lugar perdendo a faixa para Kimberly Mullen. Ela voltou à competição no ano seguinte ganhou o título de Miss Ohio 2003. Neste mesmo ano Candace representou seu estado no concurso Miss Estados Unidos 2003 que ocorreu em San Antonio, Texas e que foi vencido por Susie Castillo do estado de Massachusetts.

## Survivor: Tocantins
Candace Smith participou da décima oitava temporada do reality show americano Survivor, intitulada Survivor: Tocantins, onde integrou a tribo chamada Timbira. No episódio chamado "The Poison Apple Needs to Go", transmitido em 19 de fevereiro de 2009, Candace se tornou a segunda pessoa eliminada da temporada, recebendo 7 dos 8 votos válidos no Conselho Tribal. Candace foi a segunda Miss Ohio a compor o elenco de Survivor, foi precedida por Kim Mullen que competiu em Survivor: Palau.

## Participação em episódios de Survivor
Candace participou de quatro episódios de Survivor e permaneceu 6 dias na competição em sua estada no Brasil.
| # | Ano  | Temporada                                     | Episódio                                                    | Data de transmissão |
| - | ---- | --------------------------------------------- | ----------------------------------------------------------- | ------------------- |
| 1 | 2009 | Survivor: Tocantins – The Brazilian Highlands | Let's Get Rid of the Weak Players Before We Even Start      | 12 de fevereiro     |
| 2 | 2009 | Survivor: Tocantins – The Brazilian Highlands | The Poison Apple Needs to Go                                | 19 de fevereiro     |
| 3 | 2009 | Survivor: Tocantins – The Brazilian Highlands | The First Fifteen Days                                      | 25 de março         |
| 4 | 2009 | Survivor: Tocantins – The Brazilian Highlands | Survivor: Tocantins - The Brazilian Highlands - The Reunion | 17 de maio          |